# Andrena stellaris
Andrena stellaris är en biart som beskrevs av Warncke 1965. Andrena stellaris ingår i släktet sandbin, och familjen grävbin. Inga underarter finns listade i Catalogue of Life.